# Caída del fascismo

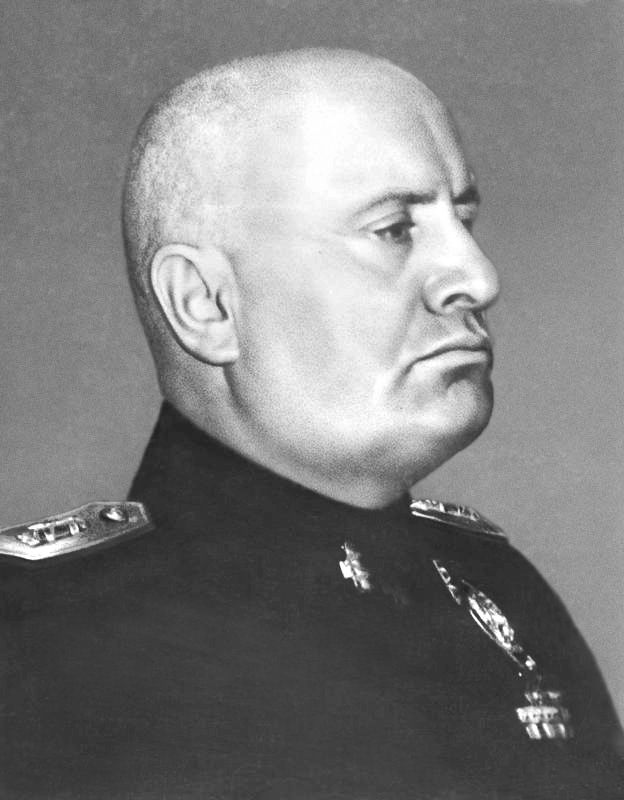
Benito Mussolini, dictador del Reino de Italia entre el 31 de octubre de 1922 y el 25 de julio de 1943. Ayudado por los alemanes, presidió la República Social Italiana desde el 23 de septiembre de 1943 hasta su asesinato el 28 de abril de 1945.

La caída del fascismo (también llamada el 25 de julio de 1943 o simplemente el 25 de julio) se refiere a una serie de acontecimientos que tuvieron lugar en Italia desde la primavera de 1943 y que culminaron con la reunión del Gran Consejo del Fascismo del 24 de julio, al final de la cual se decidió la destitución de Benito Mussolini.
Los eventos fueron el producto de maniobras políticas paralelas lideradas por el político Dino Grandi y por el rey Víctor Manuel III, cuyo resultado final fue la caída del gobierno fascista después de 21 años, el arresto de Mussolini y el consiguiente nombramiento por parte del rey de un nuevo jefe de gobierno, el mariscal Pietro Badoglio.
La reunión del máximo órgano colegiado del fascismo inició a las 17:15 horas del 24 de julio. La votación sobre la agenda del día presentada por Dino Grandi, que incluía la moción de censura a Mussolini, ocurrió a las 2:30 horas del 25 de julio, con 19 votos a favor, 7 en contra y 1 abstención. Las agendas que iban a votarse fueron las firmadas por (1) Grandi; (2) Farinacci; (3) Scorza. Después de aceptada la primera, Mussolini decidió no someter a votación las otras dos. Aunque no existe acta oficial de la reunión, el texto completo y el original de la agenda Grandi fueron publicados en 1965 en la revista «Epoca», gracias al descubrimiento de los documentos conservados por Nicola De Cesare, secretario personal de Mussolini.

## Contexto histórico

El imperio colonial italiano antes de la Segunda Guerra Mundial se muestran en rojo. Las áreas rosadas muestran áreas aproximadas ocupadas durante varios períodos entre 1940 y 1943 (no se muestra la concesión de Tianjin en China).

### La derrota italiana en el norte de África y las primeras crisis políticas
Para Italia, la situación militar a comienzos de 1943 se mostraba totalmente negativa: el colapso del frente africano el 4 de noviembre de 1942 y la invasión aliada del norte de África habían expuesto a su vez a Italia a una invasión de parte de las Fuerzas Aliadas. La derrota del 8° Ejército italiano durante la campaña de Rusia, el intenso bombardeo aliado sobre las ciudades italianas y la creciente carencia de artículos de primera necesidad y de materias primas desmoralizó a la población. Era claro que la mayoría del pueblo quería el fin de la guerra y que se denunciara la alianza con Alemania. Para mantener el último bastión del Eje en África, Túnez, Italia necesitaba una enorme ayuda alemana. Más aún, Mussolini seguía convencido de que el destino de la guerra se iba a resolver en el frente del Mediterráneo, y pretendía convencer a Hitler de que buscara una paz por separado con la Rusia de Stalin y moviera al ejército alemán al sur. En la reunión entre ambos celebrada en Klessheim el 29 de abril de 1943, le expuso sus ideas al Führer, quien las rechazó. La urgente solicitud de refuerzos para defender Túnez fue rechazada por la Wehrmacht, que ya no confiaba en la voluntad de mantener la resistencia de Italia. Al empeoramiento de la situación militar se sumaba también otro factor mayor de incertidumbre, la salud de Mussolini: deprimido y enfermo, tras meses de sentir fuertes dolores abdominales, se le diagnosticó gastritis y duodenitis de origen nervioso, excluyendo, con algo de duda, la posibilidad de un cáncer. A causa de sus malestares, Mussolini se veía a menudo obligado a quedarse en casa, privando a Italia de una guía eficaz.
En esta situación, grupos pertenecientes a cuatro círculos diferentes - la corte real, los partidos antifascistas, los fascistas y el estado mayor de las fuerzas armadas - iniciaron la búsqueda de una vía de salida. Aristócratas, como la princesa heredera María José, miembros de la clase alta y políticos pertenecientes a la élite prefascista iniciaron de forma independiente complots para establecer contacto con los aliados. En un memorando fechado el 24 de abril de 1943 dirigido a los miembros del gobierno británico, el ministro de relaciones exteriores Anthony Eden escribió que "la serie de derrotas del Eje en Rusia y África del Norte y la difícil condición de sus fuerzas expedicionarias en Túnez incitan a los italianos a auspiciar una rápida victoria de los aliados para salir de la guerra"; también decía que Víctor Manuel III era "un hombre envejecido, falto de iniciativa, aterrorizado por la idea de que el fin del fascismo abriría un período de anarquía incontrolable", que su heredero Humberto era incapaz de pasar a la acción (a pesar de la presión de su esposa, María José, quien constituía "el elemento más enérgico de la pareja real") y que la Casa de Saboya habría apoyado un derrocamiento del régimen solo en un segundo momento, cuando ocurrió una sublevación del ejército provocada por Badoglio y por el viejo mariscal Caviglia, o una conspiración de palacio orquestada por "fascistas oportunistas", como Dino Grandi, por industriales y financistas, como el conde Giuseppe Volpi de Misurata, que pretendían, sin embargo, hacer que sobreviviera un "fascismo sin Mussolini" para salvaguardar sus intereses personales. En síntesis, estos grupos, independientemente unos de otros, iniciaron sus propias intrigas para establecer contactos con las autoridades aliadas. Desafortunadamente, ninguno de ellos entendió que la guerra también se había vuelto ideológica después de la Declaración de Casablanca, que estipulaba que los Aliados solo aceptarían una rendición incondicional de sus enemigos. Además, los angloamericanos esperaban entablar negociaciones con personalidades como el Rey, no con la Princesa María José, u otros grupos, que eran vistos con indiferencia.
Los partidos antifascistas, suprimidos por veinte años, estaban todavía en un estado gestacional y, con excepción del Partido Comunista y el Partido de Acción Republicana, esperaban todos una señal de Víctor Manuel. Esta esperanza fue en vano: el carácter del rey, escéptico y realista al mismo tiempo, sus miedos, los escrúpulos constitucionales, y el sentimiento de que los días de la monarquía estaban contados, cualquiera que fuese el desenlace de la guerra, contribuían a su inacción. El rey también despreciaba a la vieja clase política prefascista, a quienes llamaba "revenants" ("fantasmas" en francés), y no confiaba en aquellos que creían que los aliados no tomarían represalias contra Italia por su guerra de agresión. Finalmente, pero no menos importante, Víctor Manuel conservaba aún su fe en Mussolini, confiando en que una vez más el Duce habría de salvar la situación. En consecuencia, se aisló manteniéndose inescrutable ante aquellos que pretendían conocer sus intenciones futuras. Entre ellos se encontraba el nuevo Jefe del Estado Mayor, el general Vittorio Ambrosio, un piamontés devoto al rey y hostil a los alemanes. Ambrosio estaba convencido de que la guerra estaba perdida, pero no contemplaba tomar la iniciativa personal para cambiar la situación sin antes consultar con Víctor Manuel. Por otra parte, Ambrosio, con la ayuda de su mano derecha, Giuseppe Castellano y de Giacomo Carboni (quienes jugarían más tarde un papel clave en los eventos posteriores que desembocarían en el armisticio del 8 de septiembre de 1943), procedió lentamente a ocupar diversas posiciones estratégicas en las fuerzas armadas nombrando oficiales fieles al Rey. Además, Ambrosio trató de traer de vuelta a Italia el mayor número posible de tropas de las que estaban desplegadas en el exterior, pero fue difícil hacerlo sin despertar las sospechas de los alemanes.
El 6 de febrero de 1943, Mussolini llevó a cabo la reorganización más profunda del gobierno en los veintiún años de poder fascista. Casi todos los ministros fueron sustituidos: las líderes más importantes en caer fueron Galeazzo Ciano, yerno del Duce, Dino Grandi, Giuseppe Bottai, Guido Buffarini Guidi y Alessandro Pavolini. Los dos objetivos más importantes de la operación, aplacar la ira de la población y de segmentos del partido fascista, no lograron alcanzarse, en tanto la situación estaba demasiado comprometida. Entre los nominados se encontraba el nuevo subsecretario de relaciones exteriores (Mussolini había ocupado el cargo de ministro para sí mismo), Giuseppe Bastianini, consciente de la gravedad de la situación. Basó su línea en dos frentes: por un lado, tratando, como Mussolini, de hacer un tratado de paz por separado entre Alemania y la URSS. Por el otro, intentando crear un bloque de naciones balcánicas -Hungría, Rumanía, Bulgaria, aliados menores del Eje- liderado por Italia, que habrían de actuar como contrapeso al poder excesivo del Reich de Hitler en Europa.
En abril, Mussolini tomó otras dos decisiones importantes: el 14 de abril sustituyó al jefe de policía, Carmine Senise, un hombre del rey, por Lorenzo Chierici. Cinco días después, cambió al joven secretario del Partido Fascista, Aldo Vidussoni, por Carlo Scorza. Senise fue acusado de incompetencia por cómo había afrontado las huelgas masivas de marzo en el norte de Italia, mientras que el nombramiento de Scorza tenía la intención de galvanizar al Partido.

### La campaña de Túnez y sus consecuencias

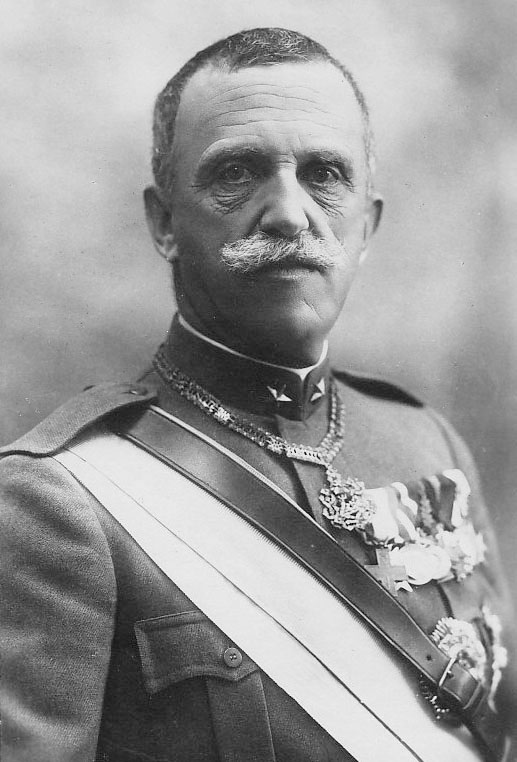
El rey Víctor Manuel III, alegando respeto formal a la constitución, insistió en un voto de censura como requisito previo antes de reemplazar a Mussolini.

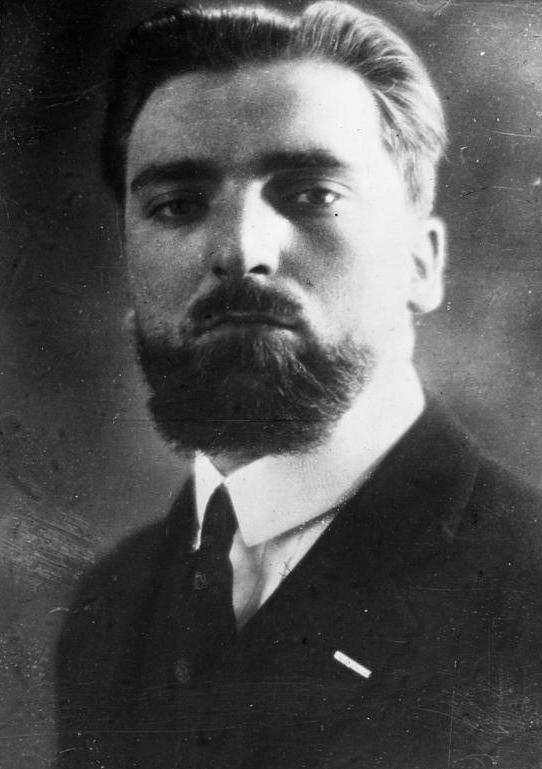
Dino Grandi, conde de Mordano, fue el hombre que organizó la caída de Mussolini.

La caída de Túnez, el 13 de mayo de 1943, cambió radicalmente la situación estratégica. Italia estaba ahora directamente expuesta a la invasión angloamericana y se volvió imperativo para Alemania controlar el país, que se había convertido en un bastión externo del Reich. Para realizar sus planes, los alemanes debieron desarmar con la violencia a las fuerzas armadas italianas, tras el esperado armisticio con las fuerzas aliadas. Para tal objeto, planificaron la Operación Alarico y la denominada Operación Konstantin, la primera dedicada a la ocupación de Italia misma, y la segunda a la posesión de las áreas de los Balcanes ocupadas por el ejército italiano. En preparación, los alemanes querían desplegar más fuerzas terrestres en Italia, pero Ambrosio y Mussolini, que querían preservar la independencia italiana, se rehusaron y solicitaron sólo más aviones. El 11 de junio, los aliados capturaron Pantelaria, el primer territorio de Italia que se perdió. La pequeña isla se había transformado en una guarnición, pero, a diferencia de Malta, tras una semana de intensos bombardeos, fue reducida a un cráter humeante y cayó casi sin oponer resistencia. Se hizo evidente del todo que el próximo movimiento de los aliados sería invadir una de las tres islas más grandes frente a la península: Sicilia, Cerdeña o Córcega.
A mediados de mayo el rey empezó a considerar el problema de cómo salir de la guerra: era el pensamiento que le expresaba el duque Pietro d'Acquarone, ministro de la Casa Real, muy preocupado por el futuro de la monarquía italiana. La opinión pública italiana, que llevaba meses esperando una señal del rey, comenzaba a volverse en contra de la monarquía. A finales de mayo, dos grandes personalidades de la época liberal prefascista, Ivanoe Bonomi y Marcello Soleri, fueron recibidos por d'Acquarone y el ayudante de campo del rey, el general Puntoni. Los dos hombres presionaron a los consejeros reales, aconsejando que se arrestara a Mussolini y se nombrara un gobierno militar. El 2 y el 8 de junio fueron recibidos por el rey, pero se sintieron frustrados por su falta de acción. El 30 de junio, Bonomi se reunió con el príncipe Humberto y propuso los nombres de tres generales: Ambrosio, el mariscal Pietro Badoglio y el mariscal Enrico Caviglia, como candidatos para suceder a Mussolini. El 4 de julio, Badoglio fue recibido por Humberto, quien le hizo comprender que la Corona no se oponía ya a un cambio de régimen. Al día siguiente, Ambrosio propuso al rey nombrar a Badoglio o a Caviglia al frente del gobierno que habría de sustituir a Mussolini. A favor de la candidatura de Caviglia, se habló de su coraje, su honestidad y posiciones antifascistas, pero se le consideró muy viejo para afrontar los nuevos eventos. Badoglio, que había dimitido como jefe de Estado Mayor tras la derrota griega en 1941, se había convertido en un acérrimo enemigo de Mussolini y quería venganza. Además de esto, era amigo del duque d'Acquarone, quien había sido su ayudante de campo. Los dos eran masones, como lo era Caviglia. Sin embargo, una colaboración entre los dos mariscales era impensable, pues Caviglia odiaba a Badoglio, definiéndolo alguna vez como un "perro de corral que va donde esté el bocado más grande".
El 4 de junio, el Rey concedió audiencia a Dino Grandi, quien era todavía el presidente de la Cámara de Fasces y Corporaciones, a pesar de haber sido destituido del gobierno. Grandi era uno de los principales líderes del Partido Fascista, los gerarchi. A pesar de ser un colega cercano de Mussolini durante más de 20 años, era más un conservador de derecha que un fascista. Veía el fascismo como un fenómeno efímero confinado a la vida de Mussolini. Grandi había sido considerado con frecuencia el sucesor más probable del Duce debido a su experiencia diplomática como exministro de relaciones exteriores y embajador en el Reino Unido y a su posición como enemigo acérrimo de Alemania con un gran círculo de amigos en el establecimiento británico. Independientemente de su devoción personal por Mussolini, Grandi creía que la forma más eficaz de servirle era ir en contra ocasionalmente de sus órdenes y darle el crédito de cualquier éxito. El 25 de marzo de 1943, Víctor Manuel le otorgó el más alto honor real, la Suprema Orden de la Santísima Anunciación, que le dio acceso irrestricto a la Casa Real. Durante su última reunión con el rey antes del 25 de julio, Grandi le comunicó su propio y ambicioso plan de eliminar a Mussolini y atacar a los alemanes. Comparó a Víctor Manuel III con su antepasado del siglo XVIII Víctor Amadeo II, duque de Saboya, quien había roto la alianza con los franceses pasándose a una con los imperiales, salvando así la dinastía. Ahora Grandi, como un nuevo Pietro Micca (el soldado de Saboya que se convirtió en héroe nacional por su sacrificio en la defensa de Turín en 1706 contra los franceses), se propuso en el mismo rol de salvador, prendiendo fuego a la pólvora. El rey le respondió que se consideraba un monarca constitucional y como tal entraría en acción solamente después de una votación del Parlamento o del Gran Consejo del Fascismo para deponer a Mussolini. En cualquier caso, se opondría a cualquier movimiento repentino que, a sus ojos, pudiese ser considerado como una traición. Al final de la audiencia, Víctor Manuel pidió a Grandi que facilitara su acción activando el Parlamento y el Gran Consejo y concluyó con las palabras: "Confía en tu Rey". Grandi tenía el conocimiento ahora de que el rey era finalmente consciente de la situación, aunque persistiera en el soberano la perniciosa tendencia a posponer los eventos. Grandi luego regresó a Bolonia, esperando que la situación evolucionara.
Al mismo tiempo, el 19 de junio de 1943 se celebró la última reunión de gabinete del gobierno fascista. En aquella ocasión, el ministro de comunicaciones, el senador Vittorio Cini, uno de los industriales italianos más poderosos, confrontó directamente a Mussolini, diciéndole que era hora de buscar una vía de salida de la guerra. Después de la reunión, Cini renunció. Era una de las muchas señales de que el carisma del Duce se había evaporado incluso entre su séquito. De manera cotidiana, personas leales a Mussolini, agentes de la OVRA y alemanes le revelaban que se estaban llevando a cabo varias intrigas para expulsarlo, pero no reaccionaba, respondiendo a cada uno de ellos que estaban leyendo demasiadas novelas de crimen o que sufrían delirios de persecución.
El 24 de junio, Mussolini pronunció su último discurso importante como primer ministro. Pasó a la historia como el "discurso de la costa" (en italiano "bagnasciuga"), en el que prometía que la única parte de Italia que los angloamericanos podrían ocupar (pero siempre horizontalmente, es decir, como cadáveres) era la costa, confundiendo parcialmente el término correcto para definirla. Para muchos italianos, esta alocución confusa, incoherente y desordenada era la prueba final de que algo se había roto en la proverbial firmeza de Mussolini.

### El desembarco en Sicilia acelera la crisis del gobierno de Mussolini

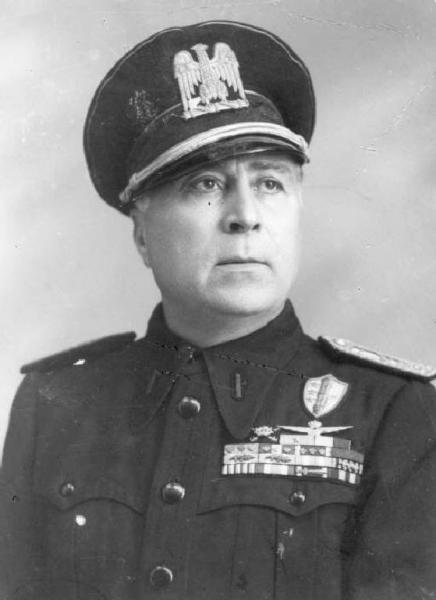
Roberto Farinacci, Jerarca de Cremona, fascista de línea dura, aliado incondicional de los alemanes y oponente de Grandi.

La noche del 10 de julio de 1943, los aliados desembarcaron en Sicilia: si bien la invasión era ampliamente esperada, tras una resistencia inicial las fuerzas italianas se vieron abrumadas y en varios casos, como en Augusta, la plaza más fortificada de la isla, se rindieron sin siquiera combatir. En los primeros días, parecía que los italianos podían defender la isla, mas pronto se hizo claro que Sicilia estaba perdida. El 16 de julio, Giuseppe Bastianini se dirigió al Palazzo Venezia, la sede del Gobierno, para mostrarle a Mussolini un telegrama a ser enviado a Hitler, donde se les reprochaba a los alemanes no haber enviado refuerzos. Habiendo recibido la aprobación del Duce, el subsecretario solicitó autorización para establecer contactos con los aliados. Mussolini estuvo de acuerdo, con la condición de que no estar personalmente involucrado. El emisario secreto era el banquero del Vaticano Giovanni Fummi, que se suponía llegaría a Londres vía Madrid o Lisboa. Esa misma noche, Bastianini cruzó el Tíber, encontrándose con el cardenal Luigi Maglione, secretario del Estado del Vaticano, quien recibió un documento que ilustraba la posición italiana acerca de una posible salida unilateral de la guerra mundial.
Desde el interior del fascismo, tras la caída de Túnez y la rendición de Pantelaria, era claro para muchos que la guerra estaba perdida. La invasión aliada de Sicilia aceleró la crisis y la absoluta falta de resistencia conmocionó a los fascistas, que se preguntaban por qué Mussolini no estaba haciendo nada. Los que esperaban acción de parte del Rey o de Mussolini estaban paralizados, y era hora de que Italia encontrara una institución adecuada para emprender acciones políticas. El gran problema era encontrar una institución adecuada para tal propósito. Había cuatro escenarios posibles: el Partido, la Cámara de Fascios y Corporaciones, el Senado y el Gran Consejo. Sólo los dos últimos parecían adecuados: el Senado del Reino, en tanto había aún miembros antifascistas o miembros nombrados antes de la dictadura, y el Gran Consejo, debido a la presencia de varios miembros que ahora se oponían a Mussolini. El 22 de julio, una moción de 61 senadores que pedía convocar al Senado fue bloqueada por Mussolini: el primer firmatario, el senador Grazioli, insistió en vano al presidente Giacomo Suardo nuevamente el 23 de julio, cuando quedó claro que el Duce había preferido como terreno de batalla al Gran Consejo. Solo Mussolini tenía el poder de convocar al Gran Consejo y determinar su agenda.
En aquellos días, el único de los gerarchi que tenía un plan claro para superar el impasse era Dino Grandi: creía necesario deponer a Mussolini, luego dejar al rey la tarea de formar un gobierno sin fascistas y a la vez atacar al ejército alemán en Italia. Solo así se podría haber esperado mitigar las duras condiciones decididas por los aliados en Casablanca para los países enemigos. Roberto Farinacci y Carlo Scorza, el nuevo secretario del partido, partían de premisas opuestas con respecto a Grandi. Mientras Grandi se inclinaba por devolver los poderes de guerra de emergencia al rey, Farinacci y Scorza optaban por la solución totalitaria junto a Alemania. Farinacci estaba aislado, sin embargo, mientras que ninguno de los gerarchi "moderados" tenía la fuerza política suficiente para llevar a cabo la operación a buen puerto. Scorza creía, como Farinacci, que la solución estaba en el "embalsamamiento" político de Mussolini y la guerra total pero, mientras Farinacci actuaba en estrecha colaboración con los alemanes, Scorza creía que el poder podía ser asumido directamente por el Partido Fascista, a pesar de haber sido desacreditado en los años previos. Los días 13 y 16 de julio, varios fascistas liderados por Farinacci se reunieron en la sede principal del Partido en Piazza Colonna, y decidieron ir al Palazzo Venezia con Mussolini a pedirle que convocara la reunión del Gran Consejo. Al final del encuentro, Mussolini, sorprendentemente, accedió a convocar la asamblea suprema del fascismo.
El 15 de julio, el rey se reunió con Badoglio, quien mientras tanto andaba diciendo a sus amigos que organizaría un golpe de Estado con o sin el soberano, y le informó que lo nombraría nuevo jefe de gobierno. Víctor Manuel III le explicó que estaba totalmente en contra de un gobierno político y que en esta primera fase Badoglio no debía buscar un armisticio.

### El encuentro de Feltre entre Hitler y Mussolini

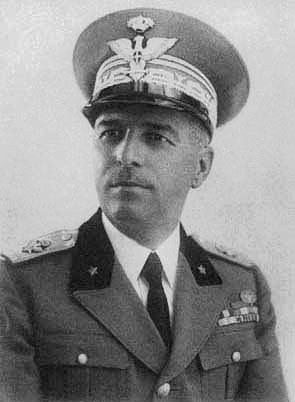
Antes de la reunión de Feltre, el jefe del Estado Mayor de las Fuerzas Armadas, Vittorio Ambrosio, dio a Mussolini dos semanas para desvincular a Italia de Alemania.

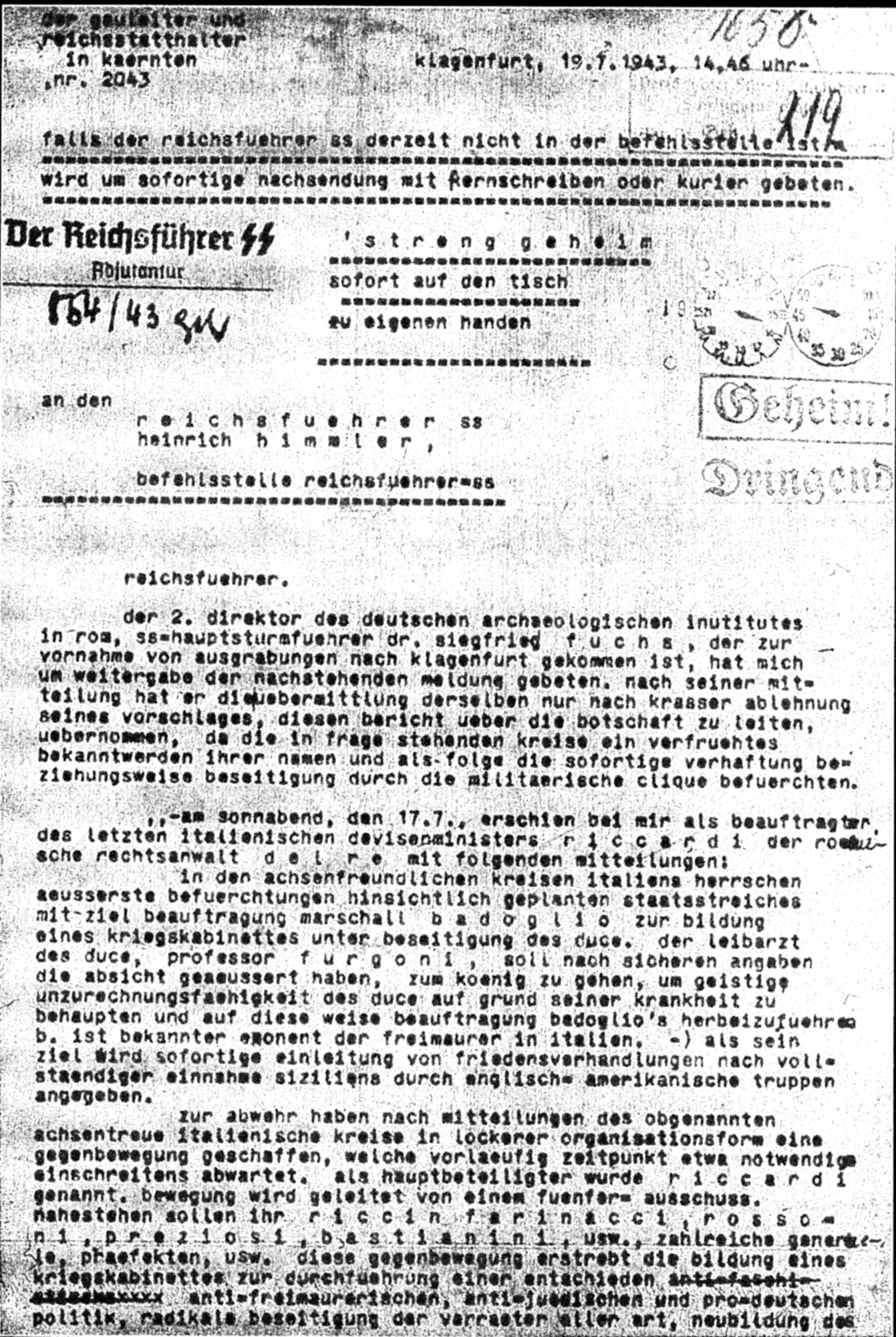
Una semana antes de la reunión del Gran Consejo, y dos días antes de la reunión llamada de Feltre (celebrada de hecho en San Fermo, una aldea de Belluno) entre Mussolini y Hitler, Heinrich Himmler recibió una información que anticipaba las maniobras en curso para deponer al Duce y reemplazarlo por Pietro Badoglio. El documento se refiere repetidamente al rey Víctor Manuel III y a la masonería.

El colapso del ejército en Sicilia en pocos días y la incapacidad de resistir dejaban en claro que la invasión del territorio italiano sería inevitable sin una masiva ayuda alemana. Mussolini le escribió a Hitler para pedirle una reunión donde pudiera discutir la alarmante situación bélica italiana, pero la carta nunca llegó a enviarse, pues el Führer, que recibía a diario información detallada y expedientes de su embajador en el Vaticano y agente de Himmler, Eugen Dollmann, y estaba preocupado tanto por la apatía del Duce como por la abrumadora catástrofe militar en Italia, pidió reunirse con él lo antes posible.
Una semana antes de la reunión del Gran Consejo, y dos días antes de la reunión en Feltre, celebrada de hecho en San Fermo, una aldea de Belluno, Heinrich Himmler recibió una información que anticipaba las maniobras en curso para deponer al Duce y sustituirlo por Pietro Badoglio.
El encuentro entre los dos dictadores tuvo lugar el 19 de julio en la hacienda del senador Achille Gaggia, donde Mussolini, Bastianini y Ambrosio se reunieron con Hitler y los generales del OKW para discutir la situación y sus posibles contramedidas. La delegación alemana estaba llena de generales, pero Goering y von Ribbentrop estaban ausentes, una señal de que los alemanes estaban concentrados en los aspectos militares de la situación en curso. Ambrosio se preparó meticulosamente para la reunión y el día anterior le habló claramente al Duce diciéndole que su deber era salir del conflicto dentro de los siguientes 15 días. Los alemanes, por su parte, habían perdido la fe en los italianos y solo querían ocupar militarmente el norte y el centro de Italia lo antes posible, dejando solo al ejército italiano en la defensa del país contra los aliados. Además, propusieron que un general alemán, posiblemente Erwin Rommel, asumiera el Comando Supremo del Eje en la Península. 
Las dos primeras horas de la reunión estuvieron ocupadas por el monólogo habitual de Hitler, que inculpaba a los italianos por su débil desempeño militar y pedía aplicar medidas draconianas. Mussolini ni siquiera fue capaz de pronunciar palabra. La reunión se interrumpió abruptamente cuando un consejero italiano entró en la sala y le dijo a Mussolini que en aquel momento los aliados estaban bombardeando fuertemente por primera vez la capital, Roma.
Durante la pausa del almuerzo, Ambrosio y Bastianini presionaron al Duce para que le dijera al Führer que era necesaria una solución política a la guerra, pero Mussolini respondió que durante meses había estado atormentado con dudas acerca del abandono de la alianza con Alemania o la continuación de la guerra: en realidad, se sentía sobrecogido en presencia del canciller alemán y, incapaz de superar sus sentimientos de inferioridad, no tenía el valor de hablar francamente con Hitler en persona. Después del almuerzo, para molestia de Hitler, Mussolini interrumpió la reunión, que debería haber durado tres días, pues no podía encontrar las fuerzas -físicas y mentales- para proseguir con las charlas. Las delegaciones regresaron a Belluno en tren y, tras despedirse de Hitler en la tarde, Mussolini regresó a Roma por la tarde piloteando su avión personal: desde el aire pudo ver los distritos orientales de Roma que todavía ardían en llamas.

### El plan de Grandi y el de Víctor Manuel III
El mismo día, Grandi decidió pasar a la acción, con las carreteras y vías férreas dañadas por el bombardeo, salió de Bolonia llevando consigo el primer borrador de su Agenda del Día (Ordine del Giorno, OdG), para ser presentado al Gran Consejo. Llegó a Roma recién al día siguiente, y en la mañana del 21 se encontró con Scorza, quien le dijo que Mussolini había decidido convocar la sesión. Iniciaba aquel "gran juego" ("gioco grosso") que Grandi había tratado en vano de realizar hasta entonces.
Tras el fracaso de la reunión de Feltre y el primer bombardeo de Roma, la crisis se aceleró. Al día siguiente, el 20 de julio, Mussolini se reunió con Ambrosio en dos ocasiones: durante la segunda visita, en la noche, el Duce le dijo que había decidido escribir a Hitler confesando la necesidad de que Italia abandonara la alianza con Alemania. Todavía furioso por la oportunidad perdida de haberlo hecho en Feltre, Ambrosio, indignado, le ofreció su renuncia, cosa que Mussolini rechazó. Para Ambrosio, Mussolini se había tornado inútil después de Feltre: decidió poner en acción el plan para derrocar al gobierno y el mando de las fuerzas armadas.
Al mismo tiempo, Grandi y Luigi Federzoni, un líder nacionalista y su aliado cercano, realizaron sondeos para averiguar cuántos de los 27 miembros del Gran Consejo votarían por su documento. Estimaron que cuatro estaban a favor, siete en contra y dieciséis indecisos. El problema de Grandi era que no podía revelar a los otros las consecuencias concretas de la aprobación de su agenda: la remoción de Mussolini, el fin del Partido Fascista y la guerra contra Alemania. Solo un par de gierarchi poseían la inteligencia política para comprender su significado: los demás todavía esperaban que su Duce, que había decidido por ellos durante los últimos veintiún años, pudiera hacer un milagro. En consecuencia, Grandi escribió su agenda del día en términos vagos, dejando a cada uno su libre interpretación. La agenda del día de Grandi se dividía en tres partes. Comenzaba con un largo llamado retórico a la nación y a las fuerzas armadas, elogiándolos por su resistencia ante los invasores. En la segunda parte, el documento pedía la restauración de las instituciones y leyes prefascistas. El final del documento era un llamado al Rey, quien debía asumir el poder supremo civil y militar de acuerdo con el artículo 5 de la constitución del reino. Para Grandi, la aprobación de su agenda del día era la ganzúa que el Rey estaba esperando para actuar. El 21 de julio, Mussolini ordenó a Scorza convocar la reunión del Gran Consejo para la noche del sábado 24: Scorza envió las invitaciones al día siguiente. Una anotación prescribía la ropa requerida: "Uniforme fascista, chaqueta (chamarra) sahariana negra, pantalón corto gris verdoso: VENCER". A última hora de la tarde de ese día Grandi fue con Scorza y le explicó su agenda del día: sorprendentemente, el secretario del Partido dijo que lo apoyaría. Scorza le pidió a Grandi una copia del documento, pero el presidente de la Cámara de Fasci se reunió con Mussolini a la mañana siguiente y se lo mostró por iniciativa propia. El Duce dijo que tal agenda del día era inadmisible y cobarde. Posteriormente, Scorza preparó en secreto su propia agenda, que era similar a la de Grandi, pero que pedía la concentración del poder en el Partido Fascista.
La mañana del 22 de julio tuvo lugar la reunión más importante: aquella entre el Rey y Mussolini, quien quería informarle sobre el resultado de la reunión de Feltre. El contenido de la conversación sigue siendo desconocido, pero según Badoglio, es posible que el Duce aplacara los temores del Rey, prometiéndole sacar a Italia de la guerra a partir del 15 de septiembre. La demora de dos meses puede explicarse en el hecho de que los contactos con los Aliados, iniciados por Bastianini, habrían comenzado lentamente e iban a requerir de un tiempo. Por otra parte, Mussolini necesitaría de más tiempo para justificarse a sí mismo y a Italia ante el mundo por su traición. Aparentemente, el rey concordaba con él: esto explicaría por qué Mussolini no parecía preocupado en lo más mínimo por los resultados de la sesión del Gran Consejo. De hecho, sin la ayuda del Rey, el golpe militar estaba destinado a fracasar. En cualquier caso, al final de la audiencia los dos hombres salieron confirmados en sus conclusiones opuestas: mientras Mussolini estaba convencido de que el Rey estaba aún de su lado, Víctor Manuel estaba decepcionado de que el Duce no hubiera dimitido cuando él se lo había pedido. El rey se vio obligado a considerar seriamente el golpe de Estado como opción: sabía de las conversaciones de Bastianini con los aliados, y que a la vez Farinacci, un fascista de línea dura, estaba organizando un golpe de Estado para deponerlos tanto a él como a Mussolini con el objetivo de poner a Italia bajo control alemán directo. La decisión del rey fue tomada después de enterarse de que el Gran Consejo iba a aprobar la moción de Grandi.
A las 17:30 de ese mismo día, Grandi se dirigió al Palazzo Venezia; la razón oficial fue la presentación a Mussolini de un nuevo libro sobre la participación italiana en el comité de no intervención en España. La duración programada era de sólo 15 minutos, pero el encuentro se prolongó hasta las 18:45; el jefe de policía Lorenzo Chierici y el mariscal de campo alemán Albert Kesselring estaban allí esperando ser recibidos por el Duce. Aunque en 1944, en sus Memorias, Mussolini negó que se hablara de la Agenda del Día de Grandi, esta afirmación es aún hoy poco fiable: es más creíble que Grandi, que amaba al Duce, le hubiese dado una última posibilidad de evitar la humillación y entregar su dimisión, de modo que la reunión del Gran Consejo fuese superflua. Mussolini escuchaba mientras Grandi le explicaba la necesidad de dimitir para evitar la catástrofe, pero le replicó que sus conclusiones eran erradas, ya que Alemania había empezado a producir armas secretas que iban a revertir el curso del conflicto. Luego, Mussolini se encontró con Kesselring y Chierici: a este último le confió que sería fácil recuperar a Grandi, Bottai y Ciano, pues estaban ansiosos de que Mussolini los persuadiera. En la mañana del 23 de julio, Mussolini aceptó la dimisión de Cini: esto era una señal directa a sus opositores.
Al mismo tiempo, en la casa de Federzoni, Grandi, el mismo Federzoni, De Marsico, uno de los juristas más insignes de Italia, Bottai y Ciano modificaron la agenda del día removiendo la introducción interpretativa que explicaba las funciones del Gran Consejo. Esto demostró que la asamblea tenía el poder constitucional para destituir a Mussolini. Se puede deducir de los diarios de Giuseppe Bottai que fue en esta fase donde se introdujo la parte más incisiva del texto, es decir, la invocación del artículo 5° del Estatuto Albertino ("El poder ejecutivo está reservado al Rey exclusivamente. Es el líder supremo del estado; comanda a todas las fuerzas armadas en tierra y mar; declara la guerra, hace tratados de paz, de alianza, de comercio y de otros tipos..."). Según los constitucionalistas, la "Leggi Fascistissime" de diciembre de 1925 había alterado la Constitución, pero no la había roto. Gracias a estas leyes, el Duce gobernó el país en nombre del Rey, quien siempre había sido la fuente del poder ejecutivo. Si el Gran Consejo, que era el vínculo entre el fascismo y el estado, aprobaba un voto de censura contra el dictador, el rey habría tenido el derecho a destituirlo y nombrar a su sucesor. En aquella ocasión, Ciano fue informado por Bottai sobre la agenda del día de Grandi: Grandi seguía reacio a asociarlo, conociendo la famosa superficialidad e inconstancia del yerno de Mussolini, pero Ciano insistió, sin saber que su decisión habría de resultar seis meses después en su fusilamiento en Verona. Posteriormente, Grandi se encontró con Farinacci en su sede en el Parlamento, mostrándole su agenda: el invitado le dijo que aprobaba la primera parte del documento, pero no concordaba con todo lo demás. Para el fanático Farinacci, los poderes de guerra debían transferirse directamente a los alemanes, e Italia debía empezar a combatir duramente la guerra deshaciéndose de Mussolini y de los generales. Al final, como Scorza, le pidió también a Grandi una copia de su agenda, y la usó asimismo para redactar su propia agenda. En el tiempo que restaba antes de la fatídica reunión, Grandi se puso en contacto con los demás participantes pidiéndoles que se uniesen a su acción.

## Eventos del 24 y 25 de julio de 1943

### La noche del Gran Consejo
A las 17:00 del 24 de julio de 1943, los 28 miembros del Gran Consejo del Fascismo se encontraron alrededor de una enorme mesa en forma de U en la "Sala de los Papagayos" del Palazzo Venezia. Los consejeros iban todos en uniforme fascista con sahariana negra. El puesto de Mussolini era una silla alta y su mesa estaba decorada con un mantel rojo con fascios. Por primera vez en la historia del Gran Consejo, ni los guardaespaldas de Mussolini -los mosqueteros del Duce- ni un destacamento de los batallones "M" estaban presentes en el enorme palacio renacentista. Camisas negras totalmente armados ocupaban el patio, la escalera y la antecámara. El secretario del Partido Nacional Fascista, Carlo Scorza, hizo el llamado. Grandi le pidió a Scorza la presencia de un taquígrafo, pero Mussolini se opuso. Oficialmente, ninguna acta se redactó.

Grandi llevaba consigo dos granadas de mano Breda escondidas, además de cambiar su testamento e ir a confesarse antes de la reunión, porque tenía la impresión de que no iba a salir con vida del palacio. Ciertamente, Mussolini comenzó a hablar primero, resumiendo la historia del mando supremo, tratando de demostrar que las atribuciones que le habían hecho a él habían sido patrocinadas por Badoglio. Luego resumió la situación bélica en los meses anteriores, diciendo que estaba listo para trasladar al gobierno al valle del Po. Concluyó pidiendo a los participantes que dieran su opinión personal sobre lo que llamó "il dilemma":
Ahora surge el problema. ¿Guerra o paz? ¿Rendirse a discreción o resistencia a ultranza? ... Declaro claramente que Inglaterra no hace la guerra contra el fascismo, sino contra Italia. Inglaterra va un siglo adelante para asegurar sus cinco comidas. Quiere ocupar Italia, mantenerla ocupada. Y además, estamos atados a los pactos. Pacta sunt servanda.

(Mussolini al término del discurso introductorio en la sede del Gran Consejo)
El Duce sabía que, a excepción de los tres o cuatro hombres en su contra, el "pantano" estaba indeciso. Esperaba poder convencerlos de que votaran por la agenda de Scorza, que solo devolvía al Rey los poderes militares. Después de la presentación del Duce, De Bono (uno de los dos quadrumviros que aún estaban con vida) habló, seguido por Farinacci y De Vecchi (el otro quadrumviro).
Grandi presentó entonces su agenda, en la que esencialmente pedía el restablecimiento de "todas las funciones estatales" e invitaba al Duce a restituir el mando de las fuerzas armadas al rey. Concluyó su discurso con una cita de Mussolini: "Que perezcan todas las facciones, para que viva la Nación". Algunos líderes pidieron la palabra, pero no para abordar los argumentos de la agenda, sino para hacer aclaraciones o precisiones. Se esperaba una intervención incisiva del jefe de gobierno. Mussolini, a su vez, declaró impasible no tener intención alguna de renunciar al mando militar. El debate dio inicio y se prolongó hasta las once de la noche. Grandi dio una muestra de sus grandes capacidades oratorias: disimulando hábilmente el verdadero propósito de su agenda, le dio un elogio tanto a Mussolini como al rey.

Incluso Ciano tomó la palabra para defender la agenda, contestando a las palabras de Mussolini:
Pacta sunt servanda? Sí, ciertamente: pero, cuando hay un mínimo de lealtad de la otra parte. En cambio, los italianos siempre hemos observado los pactos, y los alemanes nunca. En resumen, nuestra lealtad nunca fue devuelta. No seremos, en cualquier caso, traidores sino traicionados.

(Galezzo Ciano en defensa de la agenda)
A continuación, Roberto Farinacci explicó que sus críticas eran contrarias a las de Grandi. Mientras Grandi sostenía que Mussolini había traicionado la constitución, la verdadera víctima de la traición según él era el fascismo. Farinacci afirmó que para ganar la guerra era necesario aniquilar a los demócratas y liberales todavía anidados en el Partido, así como a los generales. Quería devolver el mando supremo de las fuerzas armadas al Rey y unificar la dirección de la guerra con Alemania, todo lo cual fortalecería al Partido. Al final de su discurso leyó su propuesta de agenda, que resumía todos estos puntos. En seguida Carlo Scorza leyó dos misivas dirigidas a Mussolini en las que el secretario del partido pedía al Duce que dejara la dirección de los ministerios militares. Los presentes quedaron muy impresionados, tanto por el contenido como por el hecho mismo de que Mussolini hubiese autorizado a Scorza a leerlas allí. Bien pasadas las once de la noche, la sesión fue suspendida momentáneamente. Mussolini afirmó que algunos camaradas le habían pedido que se pospusiera hasta el día siguiente. Grandi, sin embargo, pidió que se votara sobre su agenda del día, afirmando que era vergonzoso irse a dormir cuando los soldados italianos estaban muriendo por su patria. Nunca antes en los 20 años de historia de la asamblea alguien había pedido una votación. Dado que el fascismo era fuertemente antiparlamentario, en todas las reuniones anteriores sólo habían tenido lugar discusiones resumidas por el Duce. Mussolini aceptó de mala gana y, a la medianoche, la reunión se suspendió durante 10 minutos. Mientras tanto, Grandi aprovechó para recoger firmas a favor de la agenda. 
Algunos de los presentes valoraban en la agenda Grandi sólo el hecho de que Mussolini fuese "relevado de las responsabilidades militares" y que, al mismo tiempo, la monarquía fuese llamada a la acción, "sacándola de la emboscada" (como lo dijera Tullio Cianetti a posteriori). No se daban cuenta de las enormes consecuencias sobre la estructura del régimen que tendría su eventual voto favorable. Al final del debate, los consejeros esperaban un gesto de Mussolini.
En la reanudación, Bottai también se expresó a favor de la agenda Grandi. Después de otras intervenciones a favor y en contra de la agenda, Mussolini les dijo a los participantes que reflexionaran sobre su decisión ya que la aprobación de la agenda de Grandi implicaría el fin del fascismo. También advirtió en contra de la ilusión de que los angloamericanos se contentarían con ello, pues lo que realmente querían era el fin de Italia, que bajo su gobierno se había vuelto demasiado fuerte. Afirmó que el asunto no se trataba de él, pero estaba seguro de que se podía ganar la guerra. Tenía una "llave" para lograrlo, pero no la podía revelar, y no estaba dispuesto a dejar que el Rey le cortara el cuello. Si el Rey hubiese llegado a confirmar su confianza en él, las consecuencias para los partidarios de la agenda de Grandi serían nefastas. Al final de su discurso, muchos de los gierarchi estaban visiblemente conmocionados. Grandi dijo que el Duce los estaba chantajeando a todos, y que si había que elegir entre la fidelidad al Duce y la lealtad a la patria, la elección era clara. Luego tomó la palabra Carlo Scorza, quien en cambio invitó a los consejeros a no votar por la agenda de Grandi y para sorpresa de todos presentó su propia agenda a favor de Mussolini. Proponía el nombramiento de tres ministros de Guerra y del Interior, todos bajo el control de Mussolini, y la concentración del poder en manos del Partido Fascista.
Su discurso lastimó las esperanzas del Duce de derrotar a Grandi ya que el Partido estaba desacreditado entre casi todos los fascistas de alto rango. Al finalizar la intervención de Scorza, Suardo anunció que retiraba su firma de la agenda de Grandi y propuso unificar los tres documentos. Ciano le pidió a Farinacci que retirara su agenda y que le pidiera a Grandi que unificara los dos documentos, pero Farinacci se negó. Bottai dijo que votar por Grandi se había convertido en una cuestión de honor. Después de otras intervenciones y nueve horas de discusión, Mussolini declaró clausurada la reunión a las dos de la mañana y ordenó a Scorza que procediera a la votación.
Generalmente, Mussolini resumía la discusión y los allí presentes se limitaban a tomar nota de lo que se había dicho. En esta ocasión, en cambio, el jefe de gobierno no se pronunció y, adoptando una actitud pasiva, decidió pasar de inmediato a la votación de la agenda. Además, en lugar de empezar por la de Scorza, empezó por la de Grandi, pues tenía el mayor número de partidarios. Esta decisión de "desvinculación" fue fundamental y marcó un punto de inflexión decisivo en los resultados de la reunión.

### La votación

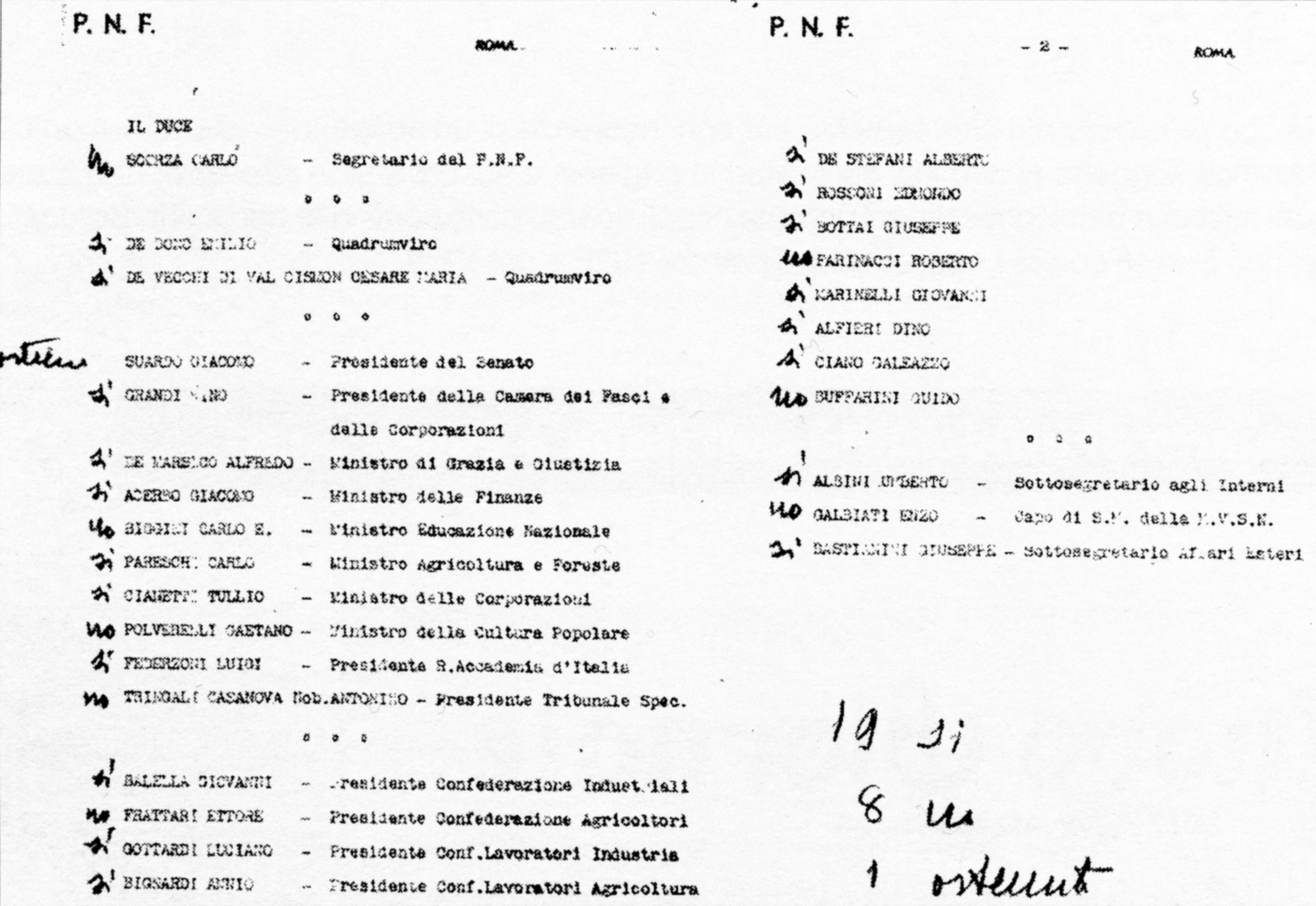
El resultado oficial del voto de la Ordine del Giorno (agenda) Grandi

Los 28 miembros del Gran Consejo fueron llamados a votar por votación nominal. Scorza fue el primero en votar, diciendo "no". Tras él, el mariscal de Bono dijo "sí" y remolcó a los indecisos consigo. Al final, la votación sobre la agenda del día de Grandi terminó con:
- 19 votos a favor (Dino Grandi, Giuseppe Bottai, Luigi Federzoni, Galeazzo Ciano, Cesare Maria De Vecchi, Alfredo De Marsico, Umberto Albini, Giacomo Acerbo, Dino Alfieri, Giovanni Marinelli, Carluccio Pareschi, Emilio De Bono, Edmondo Rossoni, Giuseppe Bastianini, Annio Bignardi, Alberto de 'Stefani, Luciano Gottardi, Giovanni Balella y Tullio Cianetti, que al día siguiente escribió a Mussolini retractando su voto);
- 7 votos en contra (Carlo Scorza, Secretario del PNF, Guido Buffarini-Guidi, Enzo Emilio Galbiati, Comandante de la Milicia, Carlo Alberto Biggini, Gaetano Polverelli, Ministro de Cultura Popular, Antonino Tringali Casanova, Presidente del Tribunal Especial, Ettore Frattari, Confederación de empleadores agrícolas);
- Una abstención (Giacomo Suardo);
- Roberto Farinacci, por su parte, salió de la sala, no participando así en la votación de la agenda de Grandi.

Después de la aprobación de la agenda Grandi, Mussolini consideró inútil someter a votación las otras mociones y dio fin a la sesión. A las 2:40 a. m. del 25 de julio, los presentes abandonaron la sala. Mussolini declaró aprobado el documento y preguntó quién debería llevarle el resultado al Rey. Grandi respondió: "Usted". El Duce le respondió: "Usted provocó la crisis del régimen". Después de eso, Scorza trató de llamar al "saluto al duce", pero Mussolini lo detuvo.
Mientras todos los demás gierarchi abandonaban el palacio, Mussolini se quedó con Scorza para discutir el valor legal de la agenda. Concluyeron que se trataba simplemente de una "recomendación" para el Rey. Scorza sugirió que Mussolini aceptara la agenda Grandi, pero él se negó ya que se habría visto enfrentado a sus aliados en el Gran Consejo. Posteriormente, antes de reunirse con su esposa en Villa Torlonia, Mussolini telefoneó a su amante, Clara Petacci. Durante su conversación, que estaba interceptada, le dijo desesperado: "Llegamos al epílogo, el punto de inflexión más grande de la historia", "la estrella se oscureció", "ya se ha terminado todo". Posteriormente, Scorza acompañó al Duce a Villa Torlonia a las 3:00 a. m. del domingo 25 de julio de 1943.

### El arresto de Mussolini
Grandi se reunió con el duque Pietro d'Acquarone hasta las 06:00 horas después de la reunión del Gran Consejo para entregarle una de las dos copias de la agenda. A las 07:00, d'Acquarone informó al Rey. El rey llamó a Badoglio y le dijo que sería el sucesor de Mussolini. La operación debía comenzar cuatro días después, el 29 de julio. Mussolini se puso a trabajar y encontró una carta en su escritorio de Tullio Cianetti, retirando su voto por la agenda Grandi. Mussolini ordenó una búsqueda de Grandi desde su oficina en Montecitorio, pero se le informó que ya no estaba en Roma, potencialmente en un esfuerzo por que se le diera la tarea de hacer contacto con los Aliados para preparar un armisticio. Mussolini se puso en contacto con la casa real para solicitar una audiencia con el rey para informarle sobre la reunión de la noche anterior. Esta llamada inquietó al Rey, que había decidido arrestar al Duce ese mismo día, bajo los cargos de haber llevado al pueblo italiano a la Segunda Guerra Mundial, de haberse aliado con la Alemania nazi y de ser responsable de la derrota en la invasión de Rusia.
El capitán de los carabinieri, Paolo Vigneri, fue encargado de llevar a cabo el arresto. Fue citado telefónicamente junto con su colega el capitán Raffaele Aversa alrededor de las 14:00 horas del 25 de julio por el teniente coronel Giovanni Frignani, quien les explicó cómo debía ejercerse la orden de arresto dictada contra el Duce. Vigneri recibió términos drásticos para la entrega a toda costa del cautivo y utilizó para llevar a término la misión a Aversa y a tres suboficiales de los carabinieri (Bertuzzi, Gianfriglia y Zenon), quienes estaban autorizados a usar las armas en caso de necesidad.
Entre tanto, Mussolini se reunió más tarde con el embajador japonés, Shinrokuro Hidaka, quien llevaba esperando tres semanas para una audiencia de cortesía. Hidaka escuchó a Mussolini solicitar que el primer ministro japonés, el general Tojo, contactara a Hitler y lo convenciera de llegar a un acuerdo con Stalin. De lo contrario, Italia se vería obligada a abandonar la alianza. Por la tarde, Mussolini visitó el barrio de San Lorenzo para observar los daños del bombardeo. De regreso en Villa Torlonia, su esposa,  Rachele, le dijo que no fuera a la cita con el Rey ya que no se podía confiar en Víctor Manuel. La mujer le dijo: "No volverás", pero él dijo que el Rey era su mejor amigo.
Mussolini se dirigió a Villa Savoia, residencia real al interior del gran parque que hoy es Villa Ada (que era para ese momento la residencia privada del soberano), para la reunión con el rey, quien le había hecho saber que lo recibiría a las 5 p. m.. Llegó allí escoltado por agentes de la "presidenziale". Acudió en compañía del secretario De Cesare, con una carpeta bajo el brazo que contenía la agenda de Grandi, varios documentos y la ley de institución del Gran Consejo, según la cual el organismo tenía solamente un carácter consultivo. La reunió duró veinte minutos. El Duce intentó convencer a Víctor Manuel de que la agenda no tenía valor legal y que muchos de sus partidarios habían cambiado de opinión. El rey le dijo que el país estaba destrozado y que la situación le obligaba a dejar su puesto. El nuevo presidente del Consejo de Ministros sería el mariscal de Italia Pietro Badoglio. Mussolini temía por su futuro, pero el Rey le aseguró que él personalmente se ocuparía de su seguridad y la de su familia. Víctor Manuel le acompañó hasta la puerta. El capitán Vigneri le estaba esperando junto con los demás carabinieri fuera del edificio. 
Hacia las 17.20 horas, Mussolini, en compañía de De Cesare, salió del lugar y fue confrontado por Vigneri, quien en nombre del rey le pidió que le siguiera para así "salvarlo de cualquier eventual violencia por parte de la multitud". Cuando Mussolini se negó, afirmando que no era necesario, Vigneri le tomó del brazo y llevó a cabo el arresto subiéndolo a una ambulancia militar, vehículo que se encontraba ya en el lugar y que había sido escogido para no despertar sospechas sobre la detención planificada del exjefe de gobierno y del fascismo, así como para protegerlo de una reacción popular que habría podido poner su vida en peligro.
La ambulancia salió del parque y se apresuró a atravesar Roma hasta llegar al cuartel del ejército "Podgora" en Trastévere antes de ser trasladada finalmente al cuartel "Legnano" de los Carabinieri en Prati, en vía a Legnano. El Duce recibió una amable carta de Badoglio esa misma noche, en la que explicaba la necesidad de su custodia y le preguntaba a dónde quería que le llevaran. Mussolini pidió ir a su residencia de verano, la Rocca delle Caminate, en Romaña, cerca de Forlì, y le escribió a Badoglio que estaba dispuesto a ayudarlo a él y a su gobierno. El traslado a su residencia de verano no era una opción, y dos días después, el 27 de julio, lo acompañaron a Gaeta, donde la corbeta Perséfone lo llevó a la  isla de Ponza. Fue luego trasladado a la isla de La Maddalena, y finalmente a Campo Imperatore, donde permaneció hasta el 12 de septiembre de 1943 cuando lo liberó una unidad de comando alemán liderada por Otto Skorzeny.

Durante toda la jornada del 25 de julio se mantuvo una estricta confidencialidad sobre cuanto había sucedido. Solo a las 22:45 horas se dio la noticia de la sustitución del jefe de gobierno. La radio interrumpió sus transmisiones para difundir el siguiente comunicado:
Su Majestad el Rey y Emperador ha aceptado la dimisión del cargo del Jefe de Gobierno, Primer Ministro, y Secretario de Estado de Su Excelencia el caballero Benito Mussolini, y ha nombrado Jefe de Gobierno, Primer Ministro y Secretario de Estado al caballero, Mariscal de Italia, Pietro Badoglio.

Tras conocer el comunicado, la gente de Roma salió a las plazas y a las calles clamando por libertad y paz. Se leyeron dos proclamas de parte del rey y de Badoglio. La última, para no despertar sospechas de los alemanes, terminaba con estas palabras:
[…] La guerra continúa. Italia duramente golpeada en sus provincias invadidas, en sus ciudades destruidas, mantiene la fe en la palabra dada, celosa custodia de sus tradiciones milenarias [...]
Todas las centrales telefónicas fueron bloqueadas. El nuevo Jefe de Policía, Senise, nombrado a las 17.30 horas por el Duque d'Acquarone, ordenó a los questore de Roma detener a todos los gerarchi presentes en la capital. La EIAR, vinculada con el cuartel general de la MVSN, también fue aislada. El Rey tuvo su primera reunión con Badoglio. A las 18:00, el secretario del Partido, Scorza, estaba esperando reunirse con Mussolini y al ver que no llegaba, se dirigió a la sede de los Carabinieri. Allí fue arrestado por Cerica, pero liberado bajo palabra luego de prometer que tanto él como el partido fascista serían fieles al nuevo gobierno. La misma suerte corrió la MVSN: su comandante en jefe, Enzo Galbiati, había aconsejado a Mussolini que arrestara a los 19 gierarchi que votaron por la agenda Grandi, pero él rehusó. Tras conocer del arresto de Mussolini, se dio cuenta de que la sede de la MVSN en Viale Rumania había sido rodeada por unidades del ejército. Galbiati ordenó entonces a sus hombres que no provocaran incidentes. Aunque la mayoría de sus oficiales querían reaccionar, llamó al subsecretario de Gobernación, Albini, tras consultar con cuatro generales y declarar que la MVSN se habría "mantenido fiel a sus principios, los de servir a la patria a través de su par, el Duce y el Rey". Dado que la guerra contra los Aliados continuaba, el deber de cada Camisa Negra era continuar la lucha. Badoglio no tenía nada que temer de los Camisas Negras. De inmediato, Galbiati fue reemplazado por Quirino Armellini, un general del Ejército, y detenido pocos días después. La MVSN pasó a ser parte luego del Regio Esercito y se disolvió.

## Consecuencias

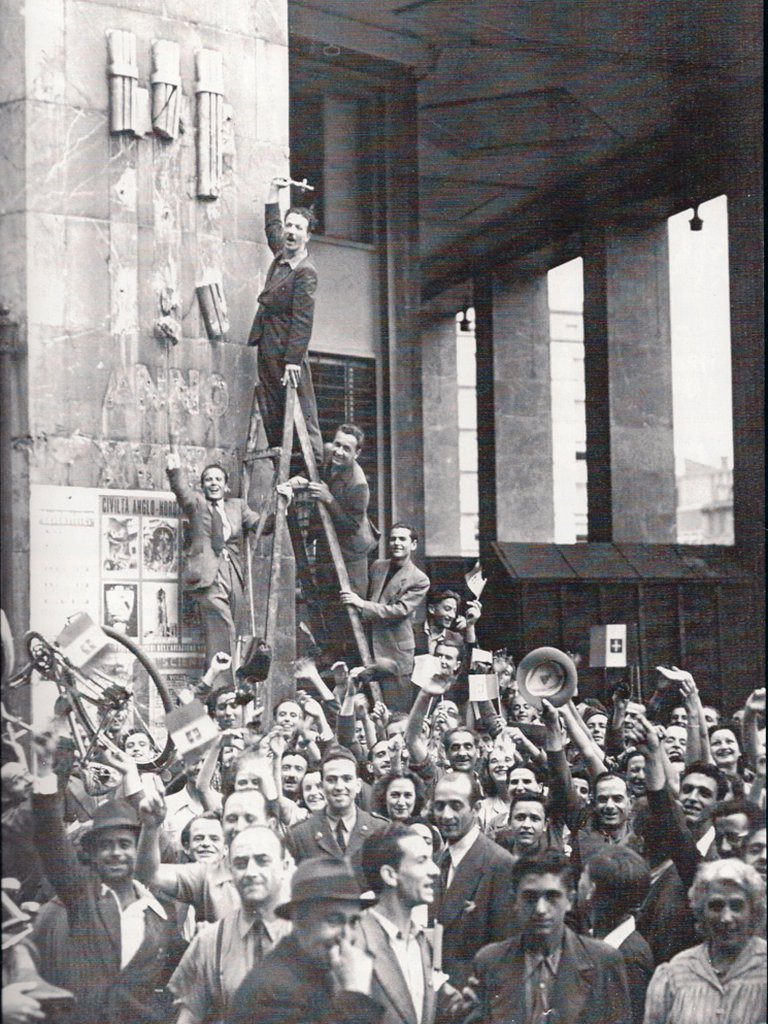
Festejos en Milán, el 26 de julio de 1943, por la caída de Mussolini y la proclamación del gobierno de Badoglio

### Badoglio es nombrado nuevo Jefe de Gobierno
Al día siguiente (lunes 26 de julio) la noticia apareció en las primeras páginas de los periódicos. Todos la publicaron en letras grandes. Sin embargo, ninguno de los periódicos sabía qué había pasado con Mussolini. La jornada entera del 26 transcurrió sin eventos notables. Solo hasta la mañana del 27, martes, la prensa dio la noticia de que el Gran Consejo, en la noche del 24 y la madrugada del 25, había votado a favor de la agenda de Dino Grandi con la consiguiente asunción de los poderes por parte del rey.
Badoglio instauró un gobierno típicamente militar. Por orden suya del 26 de julio, el jefe de Estado mayor, el general Mario Roatta, emitió una circular telegráfica a las fuerzas del orden y los destacamentos militares en la que disponía que cualquier persona que, incluso de manera aislada, cometiera actos de violencia o rebelión contra las fuerzas armadas y policiales, o profiriera insultos contra ellas o las instituciones, sería inmediatamente fusilada. La circular ordenaba también que todo soldado empleado en el servicio del orden público que realizara el más mínimo gesto de solidaridad con quienes perturbaran el orden, o que desobedeciera las órdenes, o vilipendiara incluso mínimamente a superiores o las instituciones, fuera fusilado de inmediato. Asimismo, las concentraciones de más de tres personas debían dispersarse, recurriendo a las armas y sin previo aviso de ningún tipo.

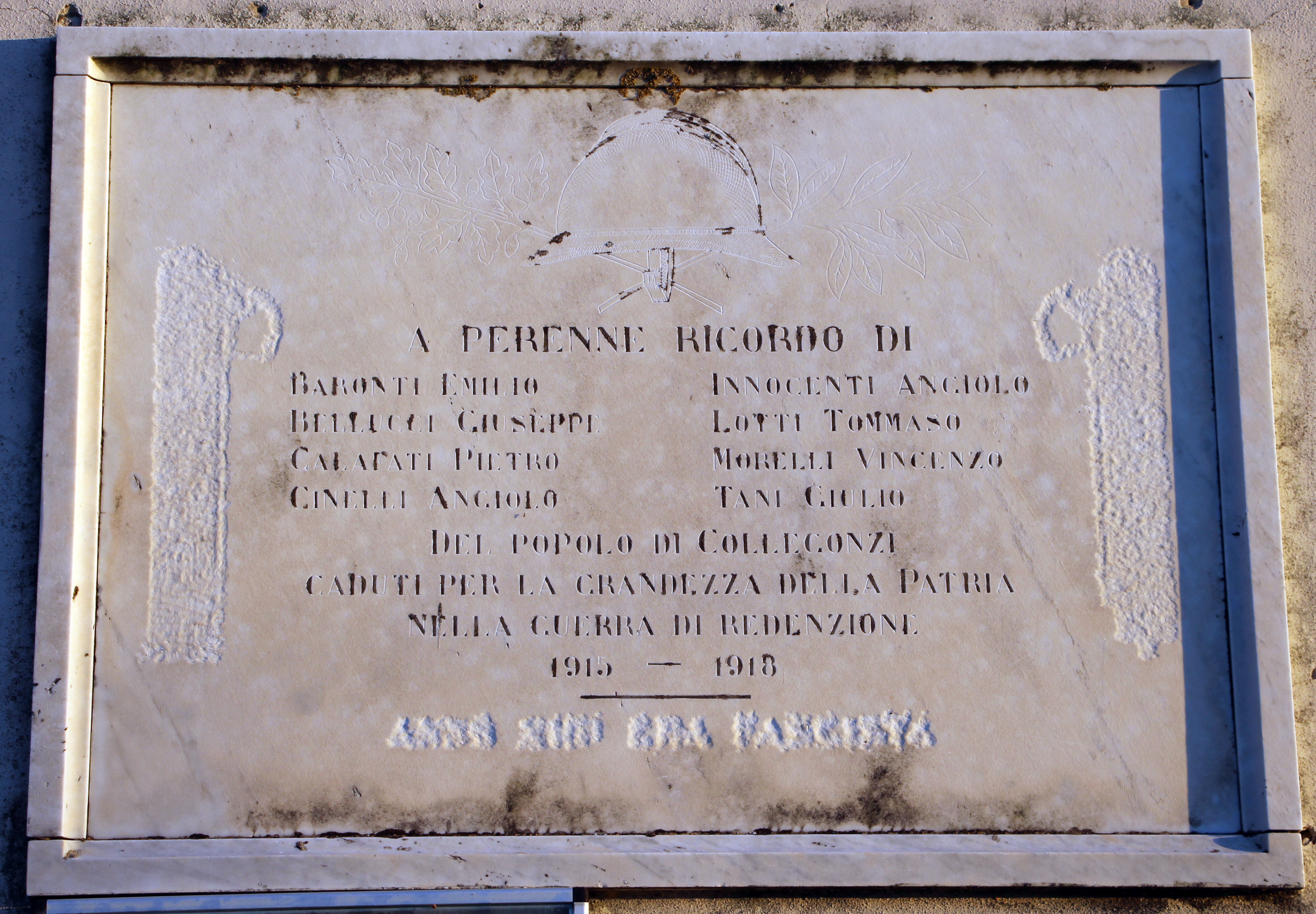
Placa de los años treinta en la que se han eliminado símbolos y referencias al fascismo (Vinci)

### Los "cuarenta y seis días", el armisticio de Cassibile y la guerra civil
Después de dejar que la población celebrara, el gobierno proclamó el estado de sitio y el toque de queda el 26 de julio. El 27 de julio se celebró el primer consejo de ministros de Badoglio. En esta reunión se decidió trasladar a Mussolini ("El prisionero del Estado") a una isla y disolver el Partido Fascista, el Gran Consejo, la Cámara de Fasci y Corporaciones y el Tribunal Especial de Defensa del Estado. También se prohibió la reconstitución de todos los partidos políticos. A pesar de esta prohibición, los representantes de los partidos políticos se reunieron el 26 de julio en Milán y el 27 de julio en Roma bajo la dirección de Ivanoe Bonomi. Se volvieron a encontrar en Roma el 2 de agosto. Los miembros de la Democracia Cristiana, el Partido Liberal Italiano, el Partido Socialista Italiano, el Partido de Acción y el Partido Comunista Italiano comenzaron a organizar una acción común contra el gobierno.
Al mismo tiempo ocurrieron varias manifestaciones contra Badoglio. El 28 de julio en Reggio Emilia, soldados dispararon contra operarios de la Officine Reggiane, dejando nueve muertos. El mismo día en Bari se contaron nueve muertos y 40 heridos. En total, tan solo en los cinco días posteriores al 25 de julio, 83 personas murieron como consecuencia de las actuaciones de la policía y el ejército, y 308 resultaron heridas y otras 1.500 fueron arrestadas. Grandi transmitió un relato de lo que pasó en la reunión al representante de la prensa extranjera el domingo por la mañana, pero sabía que había sido bloqueado. Grandi entendía que el nuevo gobierno quería dejar que la contribución de los fascistas a la caída de Mussolini simplemente se desconociera y desapareciera. Convocó a los embajadores de España y Suiza, ansiosos por obtener una versión de primera mano, a su oficina de Montecitorio con la única condición de que su relato se publicara en la prensa. Tras la publicación del encuentro en la prensa suiza al día siguiente, se reunió con el duque d'Acquarone, con quien tuvo una discusión. Grandi se reunió luego con el rey, Badoglio y el Papa, proponiendo ser enviado en secreto a Madrid, donde podría reunirse con su viejo amigo Samuel Hoare, el embajador británico en España. Quería hablar sobre la rendición de Italia. Los alemanes recibieron informes sobre su visita a Pío XII y la Gestapo estaba siguiendo sus pasos. El 31 de julio se reunió con el nuevo ministro de asuntos exteriores, Raffaele Guariglia, pero este no tenía prisa alguna por enviarle a Madrid.
El gobierno no inició ningún intento por establecer contacto con los angloamericanos o por defender al país de la invasión alemana. El nuevo ministro de relaciones exteriores, Guariglia, era embajador en Turquía y se perdió tiempo esperando su regreso de Ankara. El Rey, después de su activismo del 25 de julio, se mantuvo inactivo, delegando la acción política en d'Acquarone y Badoglio. La última frase del comunicado del 25 de julio, si bien no había engañado a Hitler, desconcertó a los aliados. Marcó el comienzo de una política ambigua del gobierno de Badoglio, que provocaría la catástrofe nacional del 8 de septiembre: el colapso de las fuerzas armadas, la falta de defensa de Roma seguida de la huida de la familia real y del gobierno, la liberación de Mussolini con el establecimiento de la República Social Italiana y la Guerra Civil, que tienen sus raíces en esos cuarenta y seis días entre el 25 de julio y el armisticio.
Finalmente, el 3 de septiembre, el gobierno de Badoglio firmó con los aliados el armisticio de Cassibile, que fue anunciado el 8 de septiembre de 1943 personalmente por Badoglio.

### Los alemanes y Mussolini crean la RSI

La República Social Italiana, las intervenciones del Eje y los Aliados y los frentes de guerra:
Territorios de la República de Saló (República Social Italiana) en septiembre de 1944
Territorios de la República de Saló arrebatados por los Aliados de diciembre de 1943 a septiembre de 1944
Territorios ocupados por los Aliados
· Rayado: zonas de operaciones militares sometidas a la autoridad militar alemana.
· Cuadriculado: zonas anexadas por Croacia.
· Topos rojos: zonas bajo control partisano en 1944.

Tan pronto como se enteró del arresto de Mussolini, Hitler encargó a Otto Skorzeny, un exagente del servicio secreto y para aquel periodo comandante de un cuerpo especial de comando de las SS, para que investigara dónde le tenían escondido. Skorzeny se enteró, por medio de un carabiniere, de que Mussolini estaba en la isla de Ponza, pero, mientras se preparaba a elaborar un plan para liberarlo, fue transferido a la isla de La Maddalena. Skorzeny se enteró nuevamente por medio de un carabiniere y preparó un nuevo plan, pero, poco antes de que pudiera llevarlo a cabo, Mussolini fue nuevamente trasladado al hotel de Campo Imperatore en el macizo de Gran Sasso (L'Aquila) y fue de allí de donde fue liberado por un comando transportado en planeador. Mussolini había pensado escapar en coche para después dirigirse a la Rocca delle Caminate. En cambio, un pequeño avión biplaza fue a recogerlo y, junto con Skorzeny, fue transportado al aeropuerto de Campo di Mare. El avión partió de inmediato directamente hacia Viena, donde Mussolini se reunió con su familia. Más tarde se reunió con Hitler en la Guarida del Lobo en Rastenburg, donde los dos estuvieron de acuerdo en revivir el fascismo en la Italia ocupada por los alemanes. Así, el 23 de septiembre se constituyó la República Social Italiana, conocida también como República de Saló, por referencia a la ciudad del lago de Garda donde tuvieron su sede gran parte de los ministerios.
En noviembre los fascistas de la Repubblichina (Republiquita, así llamada con desprecio por sus detractores, en tanto incluía solo una porción del territorio nacional) se reunieron en asamblea en Verona y emitieron un documento programático al que denominaron "Manifiesto de Verona". La asamblea se transformó en alta corte de justicia por la violencia con la que los imputados exigieron el inmediato fusilamiento de Galeazzo Ciano. En el proceso de Verona, celebrado entre el 8 y el 10 de enero de 1944, los miembros del Gran Consejo que habían votado a favor de la agenda Grandi fueron condenados a muerte por traición. Cianetti, gracias a su retractación, logró escapar de la pena de muerte y fue condenado a 30 años de prisión. Sin embargo, los fascistas de la republiquita solo lograron arrestar a cinco de los condenados a muerte (Ciano, De Bono, Marinelli, Pareschi y Gottardi) que fueron ejecutados por fusilamiento el 11 de enero de 1944. El ejército de la RSI combatió junto a los alemanes contra el ejército de Badoglio, los partisanos y las fuerzas armadas aliadas, hasta el momento de su derrota.
La caída de la República Social Italiana ocurrió apenas dos años después de su conformación, en tres momentos distintos todos a finales de abril:
- 25 de abril de 1945: la disolución del juramento para militares y civiles, como último acto de gobierno de Mussolini;
- 28 de abril de 1945: el fusilamiento de Mussolini en Giulino di Mezzegra y de gran parte del gobierno de la RSI en Dongo (Hitler se suicidó dos días después en Berlín);
- 29 de abril de 1945: la rendición de Caserta, que entró en vigor el 2 de mayo. Fue una rendición incondicional, conjunta con la de los Comandos alemanes que operaban en territorio italiano, que imponía la entrega de armas a las Fuerzas Armadas Republicanas, así como el paso en cautiverio a discreción de los ganadores de la "campaña italiana" (si bien algunas unidades de Venecia Julia y Piamonte se rendirían solo a principios de mayo de 1945).

## El presunto informe manuscrito de la sesión
En 2013, el documentalista histórico Fabio Toncelli, durante el rodaje de su documental Mussolini 25 de julio de 1943: la caída (transmitido por la Rai), encontró un presunto informe manuscrito de la sesión, en cuyo margen se informa que habría sido transcrito en un "registro secreto del Tribunal de Cuentas el 4 de agosto" siguiente, si bien no es posible entender si había sido redactado materialmente o por quién. En él se describe un "clima incandescente, con ásperos enfrentamientos verbales", reportando incluso sobre un líder que habría desenfundado su arma. El historiador Renzo De Felice había recibido ya noticias de esta descripción de la sesión, y lo había reportado en una nota en su volumen Mussolini: el aliado, sin poder encontrar más documentos que lo confirmaran, sin embargo.
No obstante, el propio Toncelli, quien mostró el documento por primera vez frente a las cámaras, y tras un examen más detenido, encontró en evidencia un detalle incorrecto: la fecha de redacción parece ser la del 25 de julio de 1943 - XXII, esto es, el "año XXII de la era fascista". Sin embargo, los años del régimen se cuentan a partir del 28 de octubre de cada año, aniversario de la Marcha sobre Roma en 1922. De ello se desprende que el 25 de julio de 1943 todavía era parte del vigésimo primer año de la era fascista, y no del vigésimo segundo. Tal error hace dudosa la autenticidad del documento, que aún está siendo evaluado por los historiadores.